# Alfredo il grande
Personnages
- Alfredo (ténor)
- Amalia (soprano)
- Enrichetta (alto)
- Edoardo (basse)
- Atkins (basse)
- Guglielmo (ténor)
- Rivers (ténor)
- Margherita (soprano)

Airs
- « Non è di morte il fulmine » (Alfredo) (Acte I)
- « Torna a gioir quest'alma » (Amalia) (Acte II)

Alfredo il grande est un opéra seria en deux actes, musique de Gaetano Donizetti, livret d'Andrea Leone Tottola, représenté pour la première fois au Teatro San Carlo de Naples le 2 juillet 1823. Encore marqué par le style de Rossini, c'est le premier opéra donné par le compositeur au San Carlo.

## Histoire
Après avoir créé Chiara e Serafina à Milan, Donizetti revint à Naples en passant par Bergame et Rome. Il y parvint à la fin mars 1823 pour répondre à une double commande du San Carlo : une cantate, Aristeo, sur un livret de Giovanni Schmidt, représentée le 30 mai 1823, et un opera seria, le premier du compositeur à être donné au San Carlo, que Rossini venait de délaisser après la création de son dernier opéra napolitain, Zelmira le 16 décembre 1822.
Pour cet ouvrage, Donizetti pouvait compter sur des chanteurs rompus au style et aux prouesses vocales du répertoire rossinien : le ténor originaire de Bergame Andrea Nozzari, alors en fin de carrière, la basse Michele Benedetti et la prima donna britannique Elisabetta Ferron.
Le livret d'Andrea Leone Tottola est basé sur un livret de Bartolomeo Merelli, Alfredo il grande, re degli Anglo Sassoni, mis en musique en 1819 par le maître de Donizetti, Simon Mayr. Ce livret était lui-même inspiré de celui d’Eraldo ed Emma de Gaetano Rossi mis en musique par le même compositeur en 1805.
Donizetti avait écrit sans détour à Mayr à propos de la partition : « Je vous parle en toute franchise : ce sera ce que ce sera, mais je ne sais pas comment faire plus. » Il est vrai que, outre la cantate pour le San Carlo, le compositeur avait également sur le métier un opera buffa pour le Teatro del Fondo, une révision de Zoraida di Granata commandée par l'impresario romain Giovanni Paterni, ainsi qu'un nouvel opera buffa pour le Teatro Valle.
Alfredo il grande fut, de fait, fraîchement reçu par le public napolitain. Il n'eut qu'une seule représentation. Le critique du Giornale del Regno delle Due Sicilie nota : « dans cet ouvrage, on ne reconnaît pas le compositeur de La zingara ».

## Distribution
| Rôle | Type de voix | Distribution lors de la première le 2 juillet 1823 |
| --- | ------------ | -------------------------------------------------- |
| Alfredo, re d'Inghilterra Alfred le Grand, roi des Anglo-Saxons | ténor        | Andrea Nozzari                                     |
| Amalia, sua consorte Amélie (Ealhswith), sa femme | soprano      | Elisabetta Ferron                                  |
| Enrichetta, contadina inglese Henriette, paysanne anglaise | alto         | Teresa Cecconi                                     |
| Edoardo, generale delle armi inglesi Édouard, général des armées anglo-saxonnes | basse        | Giovanni Botticelli                                |
| Atkins, generale delle armi danesi Atkins, général des armées danoises | basse        | Michele Benedetti                                  |
| Guglielmo, pastore Guillaume, berger | ténor        | Antonio Orlandini                                  |
| Rivers, danese Rivers, Danois | ténor        | Gaetano Chizzola                                   |
| Margherita, altra contadina Marguerite, autre paysanne | soprano      | Sra Gorini                                         |
| Coro di pastorelle, guerrieri inglesi, guerrieri danesi. Schiere inglesi. Schiere danesi. Pastori armati. Chœur de bergères, guerriers anglais, guerriers danois. Groupes d'Anglais. Groupes de Danois. Bergers en armes. |              |                                                    |

## Analyse
Alfred le Grand fut roi du Wessex puis roi des Anglo-Saxons de 871 à 899. L'opéra évoque ses démêlés pour tenter de libérer la Mercie de l'emprise des Danois.
William Ashbrook qualifie le livret de Tottola de « sauvagement improbable » et ajoute : « La musique pouvait peu de choses pour donner un peu de crédibilité à ces rencontres inattendues et ces confrontations furieuses qui émaillent constamment une trame fort ennuyeuse. »
Le rôle d'Alfredo, composé pour le ténor Nozzari, créateur des rôles les plus périlleux de Rossini, comprend un vigoureux allegro à l'acte I, Non è di morte il fulmine, qui donne au ténor l'occasion de faire une démonstration d'agilité vocale. La cabalette No, no, del cielo altrui mercè de son aria di sortita présente de fortes ressemblances avec la cabalette Oggetto amabile du premier air de Zoraïde dans Zoraida di Granata. « En composant une partition pour un ténor longtemps associé à celles de Rossini, Donizetti fait apparaître avec une affreuse évidence l'abîme qui sépare un rossiniano de son génial modèle. »
La reine Amalia conclut l'opéra par un long rondo, Torna a gioir quest'alma, mais, selon Ashbrook, « toute son exubérance ne parvient pas à sauver cet ouvrage absurde ».
La partition comporte deux marches pour orchestre de scène qu'Ashbrook qualifie de « vives » et fait une large place au chœur. L'écriture vocale est particulièrement fleurie, même pour les rôles secondaires. 

## Discographie
| Année | Distribution (Alfredo, Amalia, Enrichetta, Eduardo, Guglielmo, Margherita)          | Chef d'orchestre, Orchestre et chœur | Label                                      |
| ----- | ----------------------------------------------------------------------------------- | ------------------------------------ | ------------------------------------------ |
| 1994  | Brendan McBride, Della Jones, Theresa Goble, Ian Platt, David Ashman, Linda Kitchen | David Parry, Orchestre Philharmonia  | CD Audio : Opera Rara Référence : ORCH 104 |

### Sources
- (en) William Ashbrook, Donizetti and his operas, Cambridge University Press, 1982  (ISBN 0-521-27663-2)
- (fr) Piotr Kaminski, Mille et un opéras, Paris, Fayard, coll. Les Indispensables de la musique, 2003  (ISBN 978-2-213-60017-8)